# Krogulec rdzawoszyi
Krogulec rdzawoszyi (Tachyspiza rufitorques) – gatunek średniej wielkości ptaka drapieżnego z rodziny jastrzębiowatych (Accipitridae). Jest endemitem wysp Fidżi. Nie jest zagrożony wyginięciem.
SystematykaBlisko spokrewniony z krogulcem czarnogardłym (T. haplochrous), białobrzuchym (T. albogularis) i czarnogrzbietym (T. melanochlamys). Nie wyróżnia się podgatunków. Bywał uznawany za podgatunek krogulca brunatnego (T. fasciatus).
MorfologiaDługość ciała: 30–42 cm, rozpiętość skrzydeł 58–73 cm. Masa ciała: samce 190–209 g, jedna zbadana samica ważyła 281 g.
Jego grzbiet ma barwę szarą z rudą linią na karku. Brzuch i klatka piersiowa są rude, głowa szara, szyja biała, oczy, woskówka i nogi żółto-pomarańczowe, dziób czarny. Młode mają ciemnobrązowy grzbiet, pióra z ciemnorudymi brzegami, biało-brązowy brzuch i klatkę piersiową, rude uda i brązowe oczy.
Ekologia i zachowanieŻyją w wielu środowiskach, od poziomu morza do 1200 m n.p.m. Żywią się mniejszymi ptakami, jaszczurkami i owadami. Okres godowy trwa od lutego do czerwca. Samica składa 2–4 jasne jaja z ciemnymi, czerwonawo-brązowymi plamkami.
StatusMiędzynarodowa Unia Ochrony Przyrody (IUCN) uznaje krogulca rdzawoszyjego za gatunek najmniejszej troski (LC – least concern) nieprzerwanie od 1988 roku. Liczebność populacji szacuje się 1000–10 000 osobników, czyli w przybliżeniu 670–6700 osobników dorosłych. Ze względu na brak dowodów na spadki liczebności bądź istotne zagrożenia dla gatunku BirdLife International ocenia trend liczebności populacji jako prawdopodobnie stabilny.